# 武芸一覧
武芸一覧（ぶげいいちらん）日本武術の種類一覧。

## 剣術

### 一振りの刀を扱う
剣術・剣法・撃剣・刀術・太刀術・打刀の武術・兵法など流派により呼称が異なる。
- 太刀

太刀（刀身が2尺以上、3尺未満）を扱う一般的な剣術であり、多数の流派が存在する。
- 大太刀（野太刀）

徒歩ではなく騎馬して使う長大な太刀（刀身が3尺以上）を扱う剣術。合戦用の武器であるが薬丸自顕流では平服徒歩で扱う。
- 小太刀術

小太刀・脇差・短刀など太刀より短い（刀身が2尺未満）の刀を使う剣術。多くの流派に伝承されている。
一部の流派には小太刀のみの二刀技法もある。

### 二振り・様々な状況で刀を扱う
- 二刀術（二刀流）

太刀と小太刀を同時に使用する剣術。
- 小太刀二刀術

二振りの小太刀を同時に使用する剣術。天道流、柳生心眼流などに併伝。
- 隠刀

刀と隠し武器の併用。
- 居合・抜刀術

抜刀しない技法も存在する
- 鞘術

太刀居合や甲冑術に多く含まれ、太刀の鞘と小太刀を同時に使う場合もある。

## 長柄武器・長柄から派生した武器術
- 棒術
  - 半棒術
  - 杖術
  - 契木術（乳切木）
  - 金砕棒
  - 鼻捻り
  - 分銅棒 - 振り杖
- 槍術
- 薙刀術
  - 長巻術
- 薙鎌術

武田流八重鎌などに伝承されている。
- 鎖鎌術

薙刀術に併伝されることが多い。柄を両手で持って扱うこともできる大型の鎖鎌や、薙鎌に鎖分銅を付ける流派もある。

## 柔術・捕手術

### 徒手空拳
平服素手の状態で、当身・絞め技・関節技・極技・投げ技を使用する格闘術。
柔術・柔・体術・角力・拳法・打拳術・殺活術・骨法・骨指術・剛身など、流派により呼称が異なる。鍛錬法として武家相撲が行われていた。

### 武器を併用
- 小具足（小具足腰之廻）

脇差しなどの短い刀を併用する。
- 捕手術

相手を殺害せずに捕縛する技術。
三道具（刺又・突棒・袖搦）・南蛮千鳥鉄・十手などを使い、複数人が連携することも想定している。
- 捕縄術

取り押さえた後、縄で緊縛する技法。縄を武器にする技術も含まれる。
- 骨法（強法）

一条不二流に附属する隠し武器を併用する当身。

## 隠し武器・奇襲・護身
- 暗器

隠し持った手之内・寸鉄・分銅鎖・鉄拳・角指などを素早く取り出して使う技法。
- 手裏剣
- 気合・遠当て

発声等（気合）でひるませる技術。同一の名が多く、遠当ての多くは手裏剣術に含まれる。
目つぶしの粉を投げつける技法を意味する場合もある。
- 含針術（吹針術・打針術）
- 鉄鞭術
- 鉄扇術

護身術として扱われているが、流派によっては刀身を仕込むなどして攻撃力を高めている。

## 弓矢・鉄砲・投擲武器を扱う武術
- 弓術・射術
- 打根術
- 砲術
  - 大筒（和製大砲）
  - 鉄砲術（火縄銃）
  - 焙烙火矢
- 印地

## 騎馬状態での武術
- 騎馬術
- 馬上組討術

馬上での武器術。
- 騎射（弓馬術）

馬上での弓術。小笠原流弓馬術礼法などに伝承されている。

## 水泳および水中での武術
水泳の技術や水泳中の戦闘法。「水術」「泳法」「水練」「踏水術」「游泳術」「泅水術」など流派により呼称が異なる。
- 日本泳法

競泳のように速度を競うのではなく、立ち泳ぎや波を立てない泳ぎ方など戦闘に向いた技法が含まれる。
- 水上・水中での戦闘法
  - 水剣
  - 水弓
  - 水銃

水に浮かんだままで各種武器を扱う技術。小堀流踏水術などに伝承されている。
- 操船

名井流などに伝承されている。

## 甲冑術
甲冑兵法、甲冑組討とも。甲冑を着込んで動きに制限がある状態での柔術、武器術、騎馬術、水泳など。一部の柳生心眼流などに伝承されており、下記のように合戦での戦闘を想定した武術が含まれる。
- 介者剣法

甲冑の使用を前提とした剣術
- 小具足取

組み討ち時に鎧通しや脇差で鎧の隙間を狙う。
- 陣笠術

陣笠を利用した防御術。
- 武器以外の物を利用する技術

陣地を設営する際の道具（陣鎌・鉞・鍬術・熊手）、戦場に落ちている物（石・布）を利用する。
- 甲冑泳法

甲冑を着込んだままの泳法。
小堀流踏水術などに伝承されている。

## リンク
- 柳生心眼流兵法 兵法目録解説 - 分類の一例